# Gusilay jezici
Gusilay jezici (privatni kod: gusl) malena skupina od (2) jezika u Senegalu: bandial [bqj], gusilay [gsl] koji pripadaju u jola centralne jezike, šira skupina jola, nigersko-kongoanska porodica.
Ukupan broj govornika iznosi oko 26.600 (2006.)

## Vanjske poveznice
- Ethnologue (14th)
- Ethnologue (15th)